# Cladonia didyma
Cladonia didyma (Fée) Vain. (1887), è una specie di lichene appartenente al genere Cladonia,  dell'ordine Lecanorales.
Il nome proprio deriva dal greco δίδυμος, cioè dìdymos, che significa gemello, doppione, in quanto gli apoteci fruttificano in coppie.

## Caratteristiche fisiche
Si distingue da altre specie simili per i podezi subulati, microsquamulosi, e per la sua chimica. D'altra parte, secondo Ahti (2000), diversi individui sono poco distinguibili dalla C. macilenta; all'esame cromatografico sono state rilevate tracce consistenti di acido didimico, barbatico e thamnolico.
Il fotobionte è principalmente un'alga verde delle Trentepohlia.

## Habitat
Si rinviene nelle foreste decidue alla base di alberi su terreno sabbioso che copre arenarie.

## Località di ritrovamento
La specie è stata rinvenuta nelle seguenti località:
- USA (Alabama, Colorado, Florida, Iowa, Wisconsin, Illinois, Delaware, Distretto di Columbia, Louisiana, Mississippi, Missouri, Nebraska, New Jersey, Nuovo Messico, New York, Ohio, Tennessee, Rhode Island, Carolina del Sud, Texas, Virginia Occidentale, Hawaii, Maryland, Carolina del Nord);
- Brasile (Paraná, Rio Grande do Sul);
- Oceania (Nuova Caledonia, Isola di Pasqua, Figi);
- Argentina, Bolivia, Cile, Cina, Colombia, Costa Rica, Guyana, Indonesia, Madagascar, Malaysia, Nuova Zelanda, Panama, Papua Nuova Guinea, Sudafrica, Tanzania, Thailandia, Tristan da Cunha, Uruguay, Venezuela.

## Tassonomia
Questa specie appartiene alla sezione Cocciferae; a tutto il 2008 sono state identificate le seguenti forme, sottospecie e varietà:
- Cladonia didyma f. acrophyllodes Harm.
- Cladonia didyma f. didyma (Fée) Vain. (1887).
- Cladonia didyma f. macilentiformis Harm.
- Cladonia didyma f. squamulosa Robbins (1932).
- Cladonia didyma f. subulata Sandst.
- Cladonia didyma subsp. didyma (Fée) Vain. (1887).
- Cladonia didyma subsp. oceanica Vain.
- Cladonia didyma var. didyma
- Cladonia didyma var. didyma (Fée) Vain. (1887).
- Cladonia didyma var. muscigena (Eschw.) Vain.
- Cladonia didyma var. polydactyloides (Müll. Arg.) Vain.
- Cladonia didyma var. rugifera Vain. (1887).
- Cladonia didyma var. vulcanica (Zoll. & Moritzi) Vain.
- Cladonia didyma var. vulcanica f. minor